# Le Dernier Saut
Pour plus de détails, voir Fiche technique et Distribution.
Le Dernier Saut est un film français réalisé par Édouard Luntz et sorti en 1970.

## Synopsis
Alors qu'il doit bientôt quitter l’armée, le sergent-chef parachutiste Garal décide d’aller voir à l’improviste sa jeune femme Tai. Il la surprend accompagnée de son amant. Garal étrangle sa femme et rejoint sa caserne. Un commissaire chargé de l’enquête devient son ami.

## Fiche technique
- Titre : Le Dernier Saut
- Réalisation : Édouard Luntz
- Assistants : Alain Franchet et Jacques Sansoulh
- Scénario : Antoine Blondin, Jean Bolvary et Édouard Luntz d'après le roman de Bartolomé Bennassar
- Décors : François de Chabaneix
- Photographie : Jean Badal
- Montage : Colette Kouchner
- Musique : Eugene Kurtz
- Son : Antoine Bonfanti
- Société de production : Compagnie Française de Distribution Cinématographique
- Format : couleur - mono
- Pays :  France
- Genre : drame
- Durée : 100 minutes
- Date de sortie : France - 6 mai 1970

## Distribution
- Maurice Ronet : Garal
- Michel Bouquet : Jauran
- Cathy Rosier : Florence
- Eric Penet : Peras
- André Rouyer : Salvade
- Michel Garland : l'avocat
- Sady Rebbot : le professeur
- Betty Beckers : la préposée
- Douchka : la serveuse
- Catherine Arditi : Christiane Dancour
- Albertine Bui : Tai
- Michel Charrel : le patron du café
- Abel Corty
- Lucas De Chabaneix
- Gustavo De Nardo
- Jean-Daniel Ehrmann
- Yves Elliot : M. Marcel
- Robert Favart : l'adjoint de Jauran
- Gérard-Antoine Huart : le juge d'instruction
- Bob Ingarao : le contrôleur du bal
- Jean-Pierre Janic
- François Maistre
- Roland Malet : le garçon de café
- Marc Porel : le danseur arrêté
- Pierre Arditi
- Bernard Kouchner : le serveur bavard, au bar
- Jacques Préboist : le porteur
- Michel Puterflam: l'agent de police
- André Valin
- Lionel Vitrant : un para
- Gérard Zimmermann